# Entocythere dentata
Entocythere dentata är en kräftdjursart som beskrevs av Crawford 1965. Entocythere dentata ingår i släktet Entocythere och familjen Entocytheridae. Inga underarter finns listade i Catalogue of Life.